# Tavriiske, Verhnii Rohaciîk
Tavriiske (în ucraineană Таврійське) este un sat în comuna Pervomaiivka din raionul Verhnii Rohaciîk, regiunea Herson, Ucraina.

## Demografie
Componența lingvistică a localității Tavriiske
     Ucraineană (95,16%)
     Rusă (4,84%)
Conform recensământului din 2001, majoritatea populației localității Tavriiske era vorbitoare de ucraineană (95,16%), existând în minoritate și vorbitori de rusă (4,84%).